# 商業高校前停留場

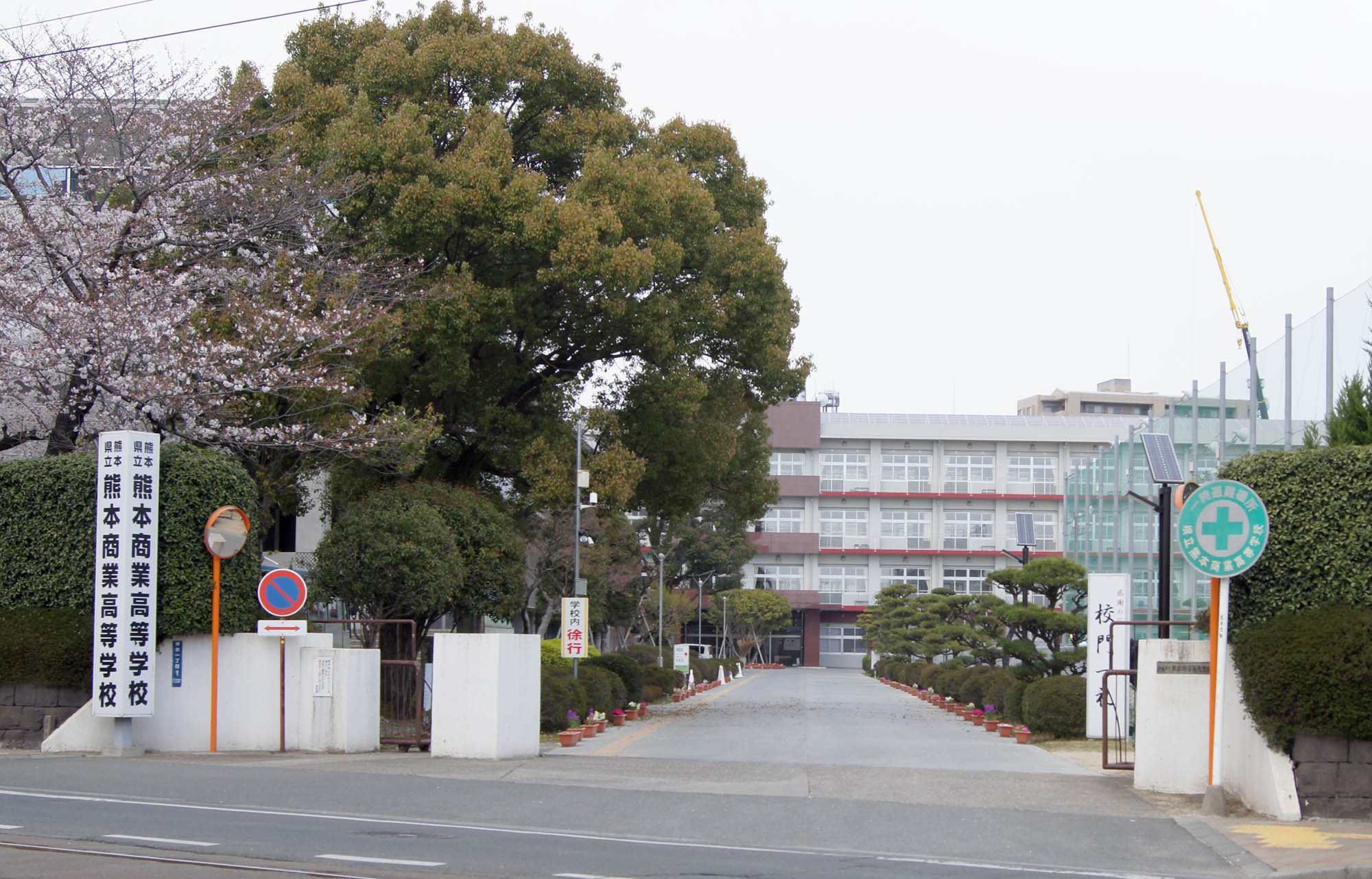
熊本縣立熊本商業高等學校

商業高校前停留場（日语：／ Shogyokoko-mae teiryūjō */?），又稱商業高校前電車站，是位於熊本縣熊本市中央區神水一丁目和神水本町，熊本市交通局（熊本市電）健軍線的電車站。車站編號為20。A系統和B系統停靠此站。熊本縣立熊本商業高等學校位於此電車站前。

## 歷史
- 1950年（昭和25年）- 電車站啟用。

## 電車站構造
此電車站設有2面2線的相對式低地台月台。月台與路邊行人路之間設有行人過路處。
由於月台寬度較狹窄，當颱風接近或熊本商業高校有許多學生一同放學時，學生會在路軌或車道上候車。

### 運行系統
此電車站是健軍線電車站之一。■A系統和■B系統會駛入此站。
| 月台 | 路線           | 上下行 | 方向                                               |
| ---- | -------------- | ------ | -------------------------------------------------- |
| 西邊 | ■A系統         | 上行   | 新水前寺站、通町筋、辛島町、熊本站、田崎橋方向     |
| 西邊 | ■B系統         | 上行   | 新水前寺站、通町筋、辛島町、本妙寺入口、上熊本方向 |
| 東側 | ■A系統、■B系統 | 下行   | 動植物園入口、健軍町方向                           |

## 使用狀況
| 1日上下車人次變化 | 1日上下車人次變化 |
| 年度              | 1日平均人次       |
| ----------------- | ----------------- |
| 2011年            | 845               |
| 2012年            | 722               |
| 2013年            | 823               |
| 2014年            | 870               |
| 2015年            | 996               |

## 電車站周邊
北邊設有小學和高等學校，南邊設有住宅街。
- 熊本縣立熊本商業高等學校（日语：熊本県立熊本商業高等学校）
- 熊本市立砂取小學（日语：熊本市立砂取小学校）
- 上江津湖（日语：上江津湖）（水前寺江津湖公園上江津地區）
- 熊本市上江津湖畔洗手間（熊本Artpolis（日语：くまもとアートポリス）參與項目）
- 熊本市上下水道局（日语：熊本市上下水道局）（熊本Artpolis（日语：くまもとアートポリス）選定既存建造物）
- 熊本市綜合體育館·青年會館（日语：熊本市総合体育館・青年会館）
- 熊本縣廳舍（日语：熊本県庁舎）
- 熊本縣警察（日语：熊本県警察）總部
- 米澤（日语：ヨネザワ）總部

## 巴士路線
- 「熊商前（日语：熊本県立熊本商業高等学校）」
  - 熊本都市巴士（日语：熊本都市バス） - 東3系統
  - 產交巴士（日语：九州産交バス） - 西6、西7、東4、東5、東6、東7系統
- 「砂取校前（日语：熊本市立砂取小学校）」
  - 產交巴士 - 縣14～18、縣20、縣21、縣24、縣25、西4、西10、西12、西13、野3、野6、川1、川11、京4系統
  - 熊本巴士（日语：熊本バス） - 東11、縣26～28、川1系統
  - 電鐵巴士 - 縣33～35、北1、北5、北9系統（班次較少，只於平日早上和黃昏通勤時段行走）
  - 熊本都市巴士 - 縣1、縣2、縣3、縣4、縣5、縣6、縣7、縣11、縣12、上1、京1、站5系統（共有2處站位）

## 相鄰電車站
熊本市交通局
■A系統、■B系統（健軍線）
市立體育館前（19）－商業高校前（20）－八丁馬場（21）

## 注腳
1. ↑  国土数値情報(駅別乗降客数データ)  （页面存档备份，存于）（日語） - 國土交通省，2018年3月27日參閲

## 外部連結
- 熊本市交通局 （页面存档备份，存于）（日語）